# Copa Europeia/Sul-Americana de 1992
A Copa Europeia/Sul Americana de 1992, também conhecida como Copa Toyota e Copa Intercontinental, foi a 31.ª edição da Copa Intercontinental (após a UEFA e CONMEBOL acertarem um patrocínio com a montadora de carros Toyota e passou-se a realizar a disputa no Japão em uma única partida, com o intuito de desenvolver e publicar o futebol no país, assim a disputa passou a ser organizada pela Associação de Futebol do Japão com a supervisão da UEFA e da CONMEBOL), disputada em 13 de dezembro de 1992. A final foi realizada no Estádio Olímpico de Tóquio, no Japão, entre o campeão sul-americano São Paulo e o campeão europeu Barcelona.
O São Paulo foi campeão mundial pela primeira vez, após vencer de virada a equipe do Barcelona por 2 a 1, com dois gols de Raí, eleito o melhor jogador da disputa. O Barcelona abrira o placar com um gol de Stoichkov. 
A partir da década 1980, quando a Copa Intercontinental (Copa Europeia/Sul-Americana) se tornou Copa Toyota (Copa Europeia/Sul-Americana Toyota), a UEFA passou a obrigar os clubes europeus a assinarem um contrato, antes de entrarem na Copa dos Campeões da Europa, segundo o qual eles seriam obrigados a disputar a Copa Toyota (mesmo se não quisessem) ao vencerem a Copa dos Campeões da Europa, e caso não disputassem a Copa Toyota, sofreriam sanções pesadas por quebra de contrato. Esses fatos  pesaram na decisão do Barcelona de disputar a Copa Toyota de 1992 contra o São Paulo, sendo que o clube espanhol chegou a cogitar não disputar a competição naquele ano.
O São Paulo unifica em seu site na aba títulos as conquistas da Copa Intercontinental e da Copa do Mundo de Clubes da FIFA sob a mesma rubrica, "Mundial Interclubes". O tricolor paulista também traz textos relembrando a conquista da Copa Intercontinental de 1992, idolatrando-se campeão mundial de 1992. Em 27 de outubro de 2017, após uma reunião realizada na Índia, o Conselho da FIFA reconheceu os vencedores da Copa Intercontinental como campeões mundiais.

## Equipes classificadas
| Confederação | Equipe    | Classificação                                           | Participação |
| ------------ | --------- | ------------------------------------------------------- | ------------ |
| CONMEBOL     | São Paulo | Campeão da Copa Libertadores da América de 1992         | 1ª           |
| UEFA         | Barcelona | Campeão da Taça dos Clubes Campeões Europeus de 1991–92 | 1ª           |

## A partida
Logo aos 12 minutos, o búlgaro Stoitchkov marcou o primeiro gol para o Barcelona ao surpreender Zetti em chute que encobriu o goleiro são-paulino. Aos 27 minutos Müller fez jogada pela esquerda e cruzou para área. Raí se antecipou à defesa espanhola e, de barriga, colocou a bola no fundo do gol de Zubizarreta.
A partida seguiu com lances de perigo de ambos os lados, mas nenhuma equipe conseguiu marcar. Ronaldo Luís, lateral-esquerdo, salvou em cima da linha uma bola chutada por Beguiristáin. A segunda etapa continuou equilibrada, com as duas equipes buscando o gol, mas não conseguindo mudar o placar. Isso até Palhinha sofrer falta na entrada da área.
Foi então que Raí, em cobrança de falta ensaiada aos 34 minutos, rolou a bola para Cafu, que apenas escorou e assistiu ao meia colocar a bola no ângulo superior direito de Zubizarreta. O São Paulo passou a administrar a vantagem e viu o tempo passar.
Ao final do jogo, o São Paulo conquistou seu primeiro intercontinental (o outro viria em 1993, contra o Milan).

## Chaveamento
|  | A Classificação[NOTA] | A Classificação[NOTA] | A Classificação[NOTA] | A Classificação[NOTA] |   |           | Copa Intercontinental | Copa Intercontinental | Copa Intercontinental | Copa Intercontinental |
|  |                       |                       |                       |                       |   |           |                       |                       |                       |                       |
|  | Barcelona (pro)       | 1                     | –                     | –                     |   |           |                       |                       |                       |                       |
|  | Sampdoria             | 0                     | –                     | –                     |   |           |                       |                       |                       |                       |
|  | Sampdoria             | 0                     | –                     | –                     |   | Barcelona | 1                     | –                     | –                     |                       |
|  |                       |                       |                       |                       |   | Barcelona | 1                     | –                     | –                     |                       |
|  |                       | São Paulo             | 2                     | –                     | – |           |                       |                       |                       |                       |
|  | São Paulo (pen)       | São Paulo             | 2                     | –                     | – | 0         | 1                     | (3)                   |                       |                       |
|  | São Paulo (pen)       |                       |                       |                       |   | 0         | 1                     | (3)                   |                       |                       |
|  | Newell's Old Boys     | 1                     | 0                     | (2)                   |   |           |                       |                       |                       |                       |

Notas
- NOTA^  Essas partidas não foram realizadas pela Copa Intercontinental. Ambas as partidas foram realizadas pelas finais da Liga dos Campeões da Europa e Copa Libertadores da América daquele ano.

## Final
| 13 de dezembro de 1992 | Barcelona     | 1 - 2     | São Paulo    | Estádio Nacional , Tóquio, Japão                 |
| 12:00 (UTC+9)          | Stoichkov 12' | Relatório | Raí 27', 78' | Público: 60 000 Árbitro: ARG Juan Carlos Loustau |

| Barcelona | São Paulo |

| BARCELONA:     |    |                 |
|                |    |                 |
| G              | 1  | Zubizarreta     |
| LD             | 2  | Ferrer          |
| Z              | 4  | Koeman          |
| Z              | 3  | Guardiola       |
| LE             | 5  | Eusebio         |
| M              | 6  | Bakero 52'      |
| M              | 7  | Amor            |
| M              | 10 | Witschge        |
| M              | 11 | Begiristain 81' |
| A              | 8  | Stoichkov       |
| A              | 9  | Laudrup         |
| Substituições: |    |                 |
| V              | 16 | Goikoetxea 52'  |
| Z              | 14 | Nadal 81'       |
| Treinador:     |    |                 |
| Johan Cruyff   |    |                 |

|                |    | |  |
|                |    | \| SÃO PAULO: \| \| \| \| \| \| \| \| G \| 1 \| Zetti \| \| LD \| 2 \| Vítor \| \| Z \| 4 \| Ronaldão \| \| Z \| 3 \| Adilson \| \| LE \| 6 \| Ronaldo Luiz \| \| V \| 5 \| Pintado \| \| V \| 8 \| Toninho Cerezo 82' \| \| M \| 10 \| Raí \| \| A \| 11 \| Cafu \| \| A \| 7 \| Müller \| \| A \| 9 \| Palhinha \| \| Substituições: \| \| \| \| V \| 14 \| Dinho 82' \| \| Treinador: \| \| \| \| Telê Santana \| \| \| |  |
| SÃO PAULO:     |    | |  |
|                |    | |  |
| G              | 1  | Zetti |  |
| LD             | 2  | Vítor |  |
| Z              | 4  | Ronaldão |  |
| Z              | 3  | Adilson |  |
| LE             | 6  | Ronaldo Luiz |  |
| V              | 5  | Pintado |  |
| V              | 8  | Toninho Cerezo 82' |  |
| M              | 10 | Raí |  |
| A              | 11 | Cafu |  |
| A              | 7  | Müller |  |
| A              | 9  | Palhinha |  |
| Substituições: |    | |  |
| V              | 14 | Dinho 82' |  |
| Treinador:     |    | |  |
| Telê Santana   |    | |  |

| SÃO PAULO:     |    |                    |
|                |    |                    |
| G              | 1  | Zetti              |
| LD             | 2  | Vítor              |
| Z              | 4  | Ronaldão           |
| Z              | 3  | Adilson            |
| LE             | 6  | Ronaldo Luiz       |
| V              | 5  | Pintado            |
| V              | 8  | Toninho Cerezo 82' |
| M              | 10 | Raí                |
| A              | 11 | Cafu               |
| A              | 7  | Müller             |
| A              | 9  | Palhinha           |
| Substituições: |    |                    |
| V              | 14 | Dinho 82'          |
| Treinador:     |    |                    |
| Telê Santana   |    |                    |

Homem do jogo:
Raí (São Paulo)

## Campeão
| Copa Européia/Sul-Americana de 1992 |
| ----------------------------------- |
| São Paulo (1º título)               |